# Affaire du siège de GEC-Alsthom Transport
L’affaire du siège de GEC-Alsthom Transport est une affaire politico-financière française impliquant les réseaux Pasqua entre 1993 et 1995, intervalle pendant lequel Charles Pasqua était ministre de l'Intérieur.

## Description
La DATAR, dirigé par le pasquaïen Pierre-Henri Paillet et son ministre de tutelle Charles Pasqua, délivre un agrément pour le transfert du siège de la branche transport de GEC-Alsthom à Saint-Ouen (Seine-Saint-Denis). Cet agrément donne lieu au versement d'une commission occulte de 5,2 millions de francs (790 000 euros) par la société Alstom (ex-GEC-Alsthom), en mai 1994, à l'intermédiaire Étienne Leandri, qui décédera en 1995,.

## Enquête
Le 16 mai 2003, Pierre-Henri Paillet, proche de Charles Pasqua, ancien délégué à l'aménagement du territoire et à l'action régionale (DATAR), est mis en examen pour « complicité d'abus de biens sociaux » par le juge d'instruction Philippe Courroye, patient dissecteur des réseaux Pasqua. Le même jour, un intermédiaire du paiement est également mis en examen pour « complicité d'abus de biens sociaux ». Les deux hommes sont laissés en liberté moyennant une caution de 100 000 euros et l'interdiction de sortir du territoire français.

## Protagonistes

### Pierre-Henri Paillet
Pierre-Henri Paillet, haut fonctionnaire, est soupçonné d'avoir négocié le versement de 5,2 millions de francs pour obtenir du ministère de l'intérieur l'autorisation de transférer le siège social de GEC-Alsthom. Il est condamné à six mois ferme.

### Charles Pasqua
Charles Pasqua est jugé et relaxé par la Cour de justice de la République en avril 2010.

### Pierre-Philippe Pasqua
En janvier 2006, Pierre-Philippe Pasqua est jugé par défaut pour recel d'abus de biens sociaux par le tribunal correctionnel de Paris et relaxé. Le parquet fait appel. Pierre-Philippe Pasqua était en fuite en Tunisie depuis 2000. Après la levée de son mandat d'arrêt international, Pierre-Philippe Pasqua est revenu en France en septembre 2007.
Le 8 novembre 2007, Pierre-Philippe Pasqua est condamné par la cour d'appel de Paris à deux ans d'emprisonnement, dont un an ferme, et à 300 000 euros d'amende dans le cadre de cette affaire. Absent lors du prononcé de l'arrêt, il décide de se pourvoir en cassation. 
Le 24 septembre 2008, la Cour de cassation rejette son pourvoi et rend définitive sa condamnation à un an de prison ferme.

## Ouvrages
- Les requins. Un réseau au cœur des affaires, Flammarion (7 mai 1999).  (ISBN 978-2-08-067517-0)